# Dragoslav Gane Pecikoza
Dragoslav Gane Pecikoza (Sarajevo, 21. maj 1953) je muzičar, bubnjar i jedan od najpriznatijih menadžera u SFRJ. Dobitnik je brojnih nagrada i priznanja u oblasti muzike i produkcije.
Do početka rata u Bosni i Hercegovini učestvovao je u stvaranju i vođenju grupe Crvena Jabuka. Po dolasku u Beograd, oformio je Tap 011, kasnije je napravio karijeru Goci Tržan. Bio je dugogodišnji menadžer Ribljoj Čorbi i Kemalu Montenu, a danas je menadžer Bajagi i instruktorima i Emiru Kusturici & .
U toku rata bavio se i humanitarnim radom i jedan je od retkih koji se u ime Srpskog humanitarnog društva Dobrotvor vratio u Sarajevo septembra 1992. godine sa dva šlepera hrane. To je ponovio još osamnaest puta.
Oženjen suprugom Mirom, ćerkom visokorangiranog generala nekadašnje JNA. Živi i radi Beogradu.